# PLAY Interactive
PLAY Interactive war eine Wochenendsendung beim Fernsehsender GIGA Digital. Neben einer werktäglich ausgestrahlten und wesentlich kürzeren PLAY-Sendung umfasste diese Sendung gleiche Themen zur regulären PLAY-Sendung. Moderiert wurde die Sendung von Viola Tensil und Gregor Teicher. Immer samstags war die Sendung on air. Aufgrund eines neuen Programmschemas des Senders wurde dieses Format neu aufgenommen.

## Sendungsbestandteile
Die Sendung wurde aus den damals neuen Studios in Köln gesendet und besaß drei Bereiche. Zum einen die Lounge, in der Flash-Games und Videos aus dem Netz gezeigt wurden, des Weiteren stellten die Netzreporter im Playground aktuelle Konsolenspiele genauer vor. Der restliche Sendungsteil, wie z. B. Kinotipps spielte sich in der Küche ab. Hauptbestandteil der Sendung war die Interaktivität. Die Zuschauer hatten die Möglichkeit mit den Moderatoren via Telefon und online zu spielen. Nachdem die Sendung PLAY im April 2006 in ein tägliches nachmittags Live-Format umgewandelt wurde, stellte GIGA Digital die Wochenendsendung PLAY INTERACTIVE ein. Somit wurde die Sendung eine sehr kurze Zeit ausgestrahlt.
2007 fanden sich Teile der Sendung in den täglichen PLAY-Sendungen bei GIGA, täglich von 19:00 bis 20:00 Uhr wieder, auch in PLAY Digital Home immer freitags 19:00 bis 20:00 Uhr.
Im Moment läuft die Sendung nicht mehr.